# Nikolaas Heinsius el Joven
Nikolaas Heinsius el Joven, Nikolaes en antigua ortografía neerlandesa, (La Haya, 1656 - Culemborg, 1718) fue un médico y escritor neerlandés hijo ilegítimo del poeta Nikolaas Heinsius el Viejo (1620-1681) y la sueca Margaretha Wullen, y nieto del humanista Daniel Heinsius (1580-1655). 

## Biografía
Desoyendo los consejos de su padre estudió medicina. Pero al tener que huir en 1677 por haber sido acusado de un homicidio en La Haya cometido por un grupo de amigos borrachos entre los que se encontraba, tuvo que ejercer su profesión en el extranjero, viajando por Francia, Italia y Alemania. Llegó a Roma en 1679; allí se convirtió en el médico personal de la recién conversa al catolicismo Cristina de Suecia hasta más o menos 1687, y más tarde lo fue del elector de Brandenburgo en Kleve. 
En 1695 regresó a los Países Bajos estableciéndose en la ciudad libre de Culemborg, donde no operaba la acusación de homicidio que pesaba sobre él. Ese mismo año escribió una de las primeras novelas de la literatura holandesa, el Mirandor, que fue reimpresa diez veces hasta 1756 y traducida al alemán, inglés, francés e italiano. Contiene elementos autobiográficos y otros derivados de géneros como la novela picaresca y la novela pastoril. Asimismo escribió cinco obras de medicina que fueron publicadas en Cleves y otra novela, Don Clarazel de Gontarnos (1697). En 1707 pidió oficialmente a los Estados Generales de los Países Bajos que se le levantase la prohibición de volver a su patria; se le negó, y murió en Culemborg a los sesenta y un años.

## Obra
- Den vermakelyken avanturier, ofte De wispelturige, en niet min wonderlyke levens-loop van Mirandor (1695)
- Don Clarazel de Gontarnos, ofte Den buiten-spoorigen dolenden ridder: Behelzende desselfs standvastige liefde voor de schoone Silviana (1697)